# Байон, Луи
Луи Шарль Байон (англ. Louis Charles Baillon; 5 августа 1881, Порт-Стэнли — 9 сентября 1965, Бриксворф) — английский хоккеист на траве, защитник; футболист. Олимпийский чемпион 1908 года.

## Биография
Луи Байон родился 5 августа 1881 года в городе Стэнли — столице Фолклендских островов, принадлежавших Великобритании. Его отец Луи Августин Байон эмигрировал на Фолклендские острова в середине XIX века, чтобы заниматься овцеводством, но в 1888 году вместе с семьёй вернулся в Англию.
Байон занимался многими видами спорта, успешно играл в футбол и теннис. В хоккее на траве выступал за «Нортгемптон».
В 1908 году вошёл в состав сборной Англии по хоккею на траве на летних Олимпийских играх в Лондоне и завоевал золотую медаль, которая пошла в зачёт Великобритании. Играл на позиции защитника, провёл 3 матча, мячей не забивал.
В 1914—1920 годах находился на армейской службе во Франции, продолжал играть в хоккей. Провёл 9 матчей за сборную Англии. Завершил игровую карьеру в 30 лет. Впоследствии работал менеджером британской пивоваренной компании Phipps Northampton. Продолжал играть в футбол даже в 50-летнем возрасте, выступая за «Уандсворт».
Умер 9 сентября 1965 года в британской деревне Бриксворф в Англии.
В 2017 году спортивные реликвии Байона были переданы в музей в Стэнли.

## Семья
С 1910 года был женат на хоккеистке сборной Англии Милдред Изабель Грин (1881—1949). У них родились четверо сыновей и дочь. 
Сыновья Пол (1914—1940) и Марк (1916—1940) погибли в боях на Второй мировой войне. Ричард (1912—2003) и Луи (1911—1991) также участвовали в войне, впоследствии играли в регби. Дочь Милдред (род. 1917) также служила в авиации в годы Второй мировой войны.